# عبد الله الفضالة
عبد الله فضالة رحمة السليطي (1900 - 15 أكتوبر 1967 )، مغني وملحن وشاعر كويتي.

## السيرة
- سجّل أول أسطوانة له في الهند في عام 1913، وتأثر بالموسيقى الهندية واليمنية، استخدم إيقاعات جديدة بالنسبة للأغنية الكويتية مثل البيانو ليجعل شهرة الأغنية تصل إلى دول الخليج العربي ومصر.[2]
- كتب الشعر بالعامية والفصحى، ويعتبر من أوائل شعراء الأغاني في الكويت، لحّن العديد من الأغاني الشعبية وساهم بتقديم فن السامري.[2]
- لحّن وغنّى أكثر من 500 أغنية معظمها من أشعاره.[2]
- قام بإحياء مع شعر الشاعر اليمني عبد الله بن علوي الحداد الذي نشره الشاعر الكويتي عبد الله الفرج، وقام بإحياء هذا الشعر مع زملائه محمود الكويتي وعبد اللطيف الكويتي وبعد ذلك فرقة تلفزيون دولة الكويت:.[3]

| الحمد لمن قدر خيرا وقبالا                                    |  | والشكر لمن صور حسنا وجمالا        |
| فَرْدٌ صَمَدٌ عن صِفةِ الخلق بريءٌ                                    |  | رَبٌّ أزليّ خَلَق الخلقَ...كمالا         |
| ذو المجدِ، وذو الجودِ، وبالجدّ تجلّى                             |  | ما مال عن العدل، ولا نال ملا لا ! |
| ذو القوة والفضل، وذو الطَّوْل مليكٌ                              |  | ما دوّحَت الأرض يمينًا وشمالاً        |
| لاشبه لمن صَوّر مِثلا، ونظيرًا                                   |  | مَن قال سوى ذاك فقد قال مُحالا      |
| لاحَدّ، ولا نِدّ، ولا ضدّ لربي                                    |  | سبحان إله الخلقِ جَمّا، وتعالى       |
| لا شبه، ولا مثل، ولا كفوَ لمُوْلى                               |  | لا وِلدَ، ولا والِدَ، لا عَمُّ وخالا!!   |
| أرسَلْتَ إلينا...نبيّا عربيا(?!)                                 |  | للخير هُدَاه، وللشرك أزالا          |
| إياكَ طلبنا، ولنعماك سألنا                                    |  | من كنتَ له ربَّا...فما خاب سؤالا(?!) |
| يا رب أَنِلْنا، وأنلْهم بِرِضاك ياراحم (ذا النون)، ويا عَوْن الثكالى |  |                                   |

- في أغسطس 2001 قدمت الفرقة الوطنية الكويتية للموسيقى حفلة تحت عنوان ليلة عبد الله الفضالة الموسيقية تكريما له وإحياء لأغانيه.[4]